# 中井清和
中井 清和（なかい きよかず、1948年9月13日 - ）は、日本の実業家。株式会社学情創業者で、同社代表取締役会長。

## 人物・来歴
大阪府出身。尼崎市立尼崎産業高等学校を経て、新聞奨学生をしながら、1972年に近畿大学法学部を卒業し、広告会社に入社した。しかし、会社が経営危機となり、部下を伴って独立し、1976年実鷹企画を創業、代表取締役社長就任。広告代理店業ではあまり儲からなかったことから、1981年就職情報事業に進出を開始。日本初の合同企業説明会・就職博などを開催した。2000年学情に社名を変更。2002年ジャスダック上場。2005年東京証券取引所二部に上場。2006年東京証券取引所一部上場。2022年学情代表取締役会長。後任代表取締役社長の中井大志は長男。

## 著書
- 『成功したけりゃ真っすぐ生きよ : ピンチはチャンスや』朝日新聞社 2018年